# Метод аналогії в промисловій геології
Метод аналогії в промисловій геології — використання і врахування явищ і закономірностей, встановлених у процесі підрахунку запасів і розробки добре вивчених нафтових (газових) родовищ, при вивченні нових родовищ з близькою геолого-промисловою характеристикою.